# Timmerboktor
De timmerboktor (Acanthocinus aedilis) is een kever uit de familie van de boktorren (Cerambycidae).

## Beschrijving
De kleur is grijs, met over het hele lichaam lichtere en donkere onregelmatige vlekken. Op het halsschild zitten vier geeloranje gekleurde kleine bultjes, aan de zijkanten twee kleine stekels. De boktor is eenvoudig te herkennen aan de geringe grootte van 12 tot 20 millimeter maar heeft extreem lange antennes; die van het vrouwtje zijn twee keer zo lang als het lichaam, die van het mannetje wel vijf keer zo lang! Een ander duidelijk verschil is de legboor, die mannetjes niet hebben, deze steekt bij vrouwtjes uit aan de achterzijde en lijkt wat op een flessenhals.

## Algemeen
De timmerboktor komt voor in grote delen van Europa inclusief Nederland en België, vooral in de Ardennen, in naaldbossen. Boktorlarven van verschillende soorten hebben uiteenlopende eisen met betrekking tot het voedsel. Er zijn soorten die van levend hout leven en deze worden vaak als schadelijk gezien, andere soorten leven van rottend hout en zijn opruimers. De timmerboktorlarve leeft van dood, maar nog niet rottend hout, zoals boomstronken, pas omgevallen dennenbomen en gekapt hout. De kevers zijn hier op de houtblokken aan te treffen, ze vallen niet goed op vanwege de vlekkerige tekening die voor een goede camouflage zorgt.

## Voortplanting
De mannetjes vechten om een vrouwtje door te proberen elkaar weg te duwen, na de paring zet het vrouwtje met de legboor enige tientallen eitjes af in het hout. De larve is geelwit en leeft meestal in het hout van pas gevelde dennen, slechts zelden in andere naaldhoutsoorten. De ontwikkeling duurt twee jaar, de larve verpopt en overwintert als kever in de popkamer. Pas in het voorjaar kruipen de boktorren uit de schuilplaats en zijn van maart tot mei te zien.